# ラウ山
ラウ山（インドネシア語: Gunung Lawu）は、インドネシア、中部ジャワ州の大規模な成層火山である。北側は深く侵食されている。噴気孔は南側の斜面2,550m付近にある。火山活動は、1885年に唯一起こしている。ジャワ島最長の河川でジャワ海に注ぐソロ川の水源でもある。
霊峰として崇められ、中腹にはヒンドゥー教のスクー寺院とチェト寺院がある。また、スラカルタの王家、マンクヌゴロ家の霊廟やスハルトの霊廟（アスタナ・ギリバングン）もある。

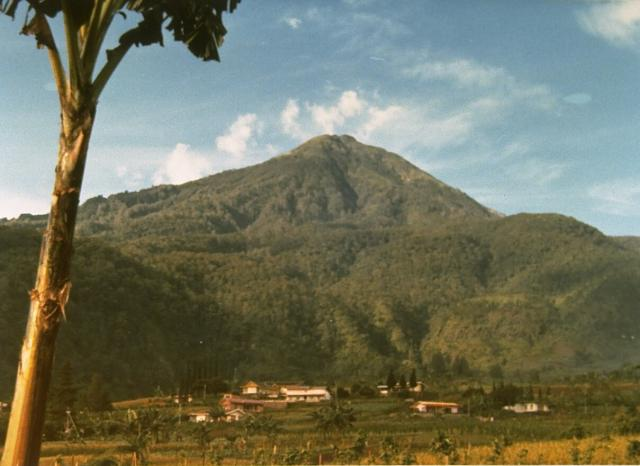